# Museo Colonial de Arte Religioso
El Museo Colonial de Arte Religioso es un museo en Comayagua, Honduras dedicado a la conservación de arte religioso e historia de la época colonial española de Honduras. Es el único museo de arte religioso en Honduras. El museo es gestionado por la diócesis de Comayagua. 
El museo cuenta con una colección de arte histórica colonial incluyendo pinturas, esculturas y vestiduras y también de artefactos históricos de gran valor como el acta de matrimonio de Francisco Morazán.

## Historia
El museo está localizado en las instalciones del antiguo Colegio Tridentino de Comayagua. Tras las remodelaciones este empezaria a funcionar como museo a partir de 1965. El 15 de abril de 2009 el museo sufrió un incendio que destruyó casi por completo el edificio. Quedaron en pie las paredes de adobe y afortunadamente se pudo proteger el 99% de la colección. Este incendio es considerado una de las principales tragedias de destrucción del patrimonio cultural hondureño. El incendio causó la pérdida de dos pinturas de la época colonial y dos misales de 1950. La mayoría de la colección se pudo rescatar. En el 2014 el museo fue reabierto al público en el espacio restaurado, siendo inaugurado por el obispo Roberto Camilleri.

## Colección
El museo tiene una colección de 1,700 piezas de arte religioso como pinturas, esculturas y vestiduras. La colección también incluye varias joyas pertenecientes a los santos y un archivo de importantes documentos históricos para la historia de Honduras, como el acta de matrimonio de Francisco Morazán, expresidente de la República Federal de Centro América.

## Saqueo
El museo ha sido víctima del saqueo y robo entre 2005 y 2013. Durante esos años se sustrajeron unas 96 piezas entre pinturas, esculturas y objetos de platería y en septiembre se añadieron 18 piezas más de plata, lo que generó una gran indignación en la comunidad local y críticas hacia la falta de seguridad en el recinto. Solo un pequeño porcentaje de las piezas robadas ha sido recuperado al museo. Según el IHAH y el Observatorio de Patrimonio Cultural, menos del 2 % de los bienes culturales robados en Honduras son devueltos.

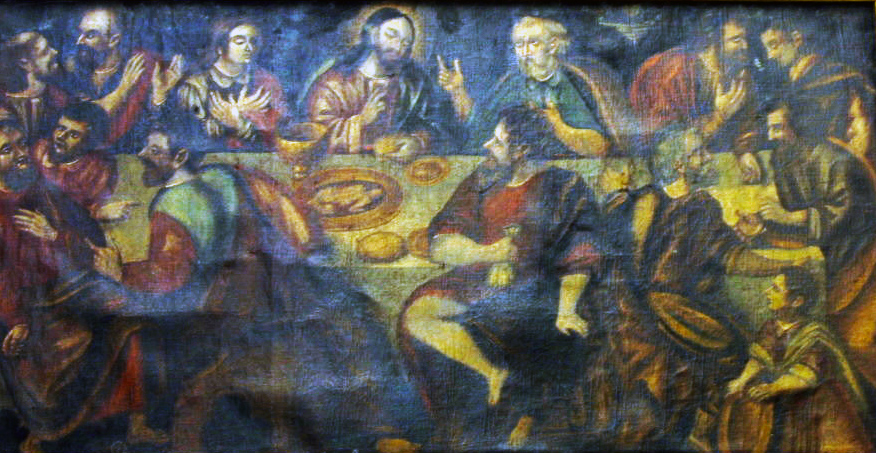
La Ultima Cena
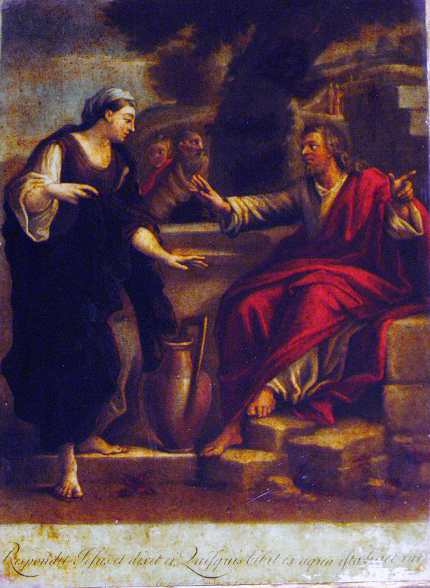
Jesus y la Samaritana
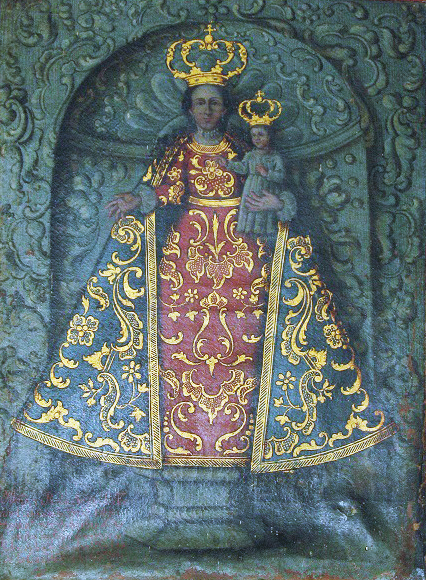
Virgen de La Caridad
Jesus Nazareno